# Nyul Imre
Nyul Imre (Debrecen, 1952 –) magyar pedagógus, helytörténet-kutató.

## Életútja
Szülei Nyúl László gyógypedagógiai tanár és Szűcs Gizella Gabriella postáskisasszony, majd gyermekfelügyelő. Általános iskolai tanulmányait a Füvészkert utcai, majd az Ady Endre Általános Iskolában végezte, 1971-ben a debreceni Dienes László Szakközépiskola és Gimnáziumban érettségizett. Kitanulta az elektronikai műszerész szakmát, majd technikusi oklevelet is szerzett. Nyíregyházán számítástechnika tanári, majd Debrecenben informatika tanári oklevelet kapott. Öt évig aktívan atletizált. Később atlétikai versenybíróként közreműködött. Több országos- is világversenyen szervezőként és vezető versenybíróként tevékenykedett. Munkájáért több elismerésben részesült.
1973 és 1993 között a TANÉRT 1.sz. Mechanikai Gyáregységében, majd utódainál, a Calderoni 1.sz. Mechanikai Gyáregységében, illetve a Techno Calderoni Ipari és Kereskedelmi Kft.-nél dolgozott műszerészként, csoportvezetőként, elektromos fejlesztőként, számítógépes szervezőként. 1993-tól 2015-ig a Beregszászi Pál Szakközépiskola és Szakiskolában dolgozott szakoktatóként, műszaki tanárként, majd informatikatanárként.
Az iskola több mint 100 éves történetének feldolgozásában aktívan részt vett. 2010-ben családtörténeti könyvet szerkesztett, majd helytörténeti kutatás során a lakóhelyének, illetve az iskola jelenlegi területének történetét kutatta. 2015 márciusában nyugdíjba vonult. Ekkortól jutott több ideje a helytörténeti kutatásra. Elsősorban Debrecen kertségeit, valamint Debrecen elfeledett építészei életét és munkásságát kutatja. Tíz hiánypótló helytörténeti könyve és számos helytörténeti publikációja jelent meg.
Jelenleg a debreceni Hatvan utcai kert, Postakert és Vargakert  történetét kutatja.  A kutatott témákban több előadást is tartott, illetve kiállítást is rendezett, valamint több kertségi helytörténeti sétát is vezetett.
1977-ben házasságot kötött, melyből két fia született.

## Díjai, elismerései
- 2016. január 22-én a Magyar Kultúra Napja alkalmából az Újkert helytörténeti kutatásához a Debrecen Kultúrájáért Alapítvány alkotói ösztöndíjában részesítette.[6]
- 2018-ban elnyerte a Magyar Tudományos Akadémia Debreceni Akadémiai Bizottságának alkotói ösztöndíját.[7]
- Munkásságát a Debreceni Értéktár Bizottság a 135/2020. (09.29.) sz. határozatával befogadta mint kulturális örökség[8][9]
- 2022. július 15-én Podmaniczky-díjban részesült, amit a XXXIX. Városvédő Konferencián adtak át.[10][11]
- 2025. február 26-án a MTA Debreceni Területi Bizottsága (DAB) és a Debreceni Szemle elismerő oklevelét vette át.[12][13]

## Bibliográfia

### Könyvei
- Jost Ferenc, a templomépítő. A Jost család és Debrecen (2017, Debrecen, Debrecen-Nyíregyházi Egyházmegyei Könyv- és Levéltár)
- A debreceni Újkert (2018, Debrecen, magánkiadás)
- A debreceni Sestakert (2018, Debrecen, magánkiadás)
- A debreceni Sétakert (2019, Debrecen, magánkiadás)
- A debreceni Vénkert (2020, Debrecen, magánkiadás)
- Aczél Géza, a nagyváros megálmodója. Stahl család és Debrecen (2020, Debrecen, magánkiadás)
- A debreceni Libakert (2021, Debrecen, magánkiadás)
- A debreceni Tócóskert (2021, Debrecen, magánkiadás)
- A debreceni Széchenyikert (2022, Debrecen, magánkiadás)
- A debreceni Csigekert és Köntöskert (2023, Debrecen, magánkiadás)

### Publikációi
- Nagyapám testvére, Nyúl Ágoston Gábor haláláról, avagy egy 50 éves keresés története. In: Matrikula I.évf. 2.szám 2011. 33-38. pp.[14]
- Visszaemlékezés. Az 1971-ben végzett IV.C osztály. In. Dienes. Debrecen 50. 2017. 68-72. pp.
- Zita Hadiárvaház, Debrecen In. Debreceni Szemle 2019/1 78-83. pp.[15]
- A debreceni Sesztina-síremlék egykori kőpadjai (HAON – 2019. december 9.)[16]
- A Sesztina-sír betemetett kőpadjai In. Hajdú-Bihari Napló 2019. december 16. 4. p.
- Kétszáz éve díszíti fasor a debreceni Simonyi utat (DEHIR – 2020. augusztus 6.)[17]
- Nagyapám testvére, Nyúl Ágoston Gábor haláláról, avagy egy 50 éves keresés története (bővített) (Bocskai Lövészdandár könyvtára)[18]
- Háromszéki Szotyori Nagy család debreceni ága. In: Új Nézőpont. VIII. évfolyam 3. szám. 24-48. pp.[19]
- Debrecen méltatlanul elfeledett építészéről Adalékok a Jost család életéhez. In. Debreceni Szemle 2022/1 17-25. pp.[20]
- Egy ideiglenes sír rövid története, amit csak az emlékezet őriz. (Bocskai Lövészdandár könyvtára)[21]
- Egy elfeledett debreceni mérnök – Haty Kálmán. In. Debreceni Szemle 2022/3 276-287. pp.[22]
- A Perczel család és Debrecen –  A debreceni méntelep In. Debreceni Szemle 2023/2 192-210. pp.[23]
- Az egykori tócóskerti „bagolyvár” története. In. Új Nézőpont 2023. X. évf. 1. szám 18-23. pp.[24]
- Egy elfeledett klinikai látszerész, feltaláló – Cserép Sándor. In. Debreceni Szemle 2023/3 267-275. pp.[25]
- Debrecen egykori kertségei a város nyugati peremén. In Cívisporta 2024/1 55-74. p. A 2022-ben megrendezett I. Örökségünk Debrecen konferencia előadásának anyagából[26]
- Egy elfeledett klinikai látszerész, feltaláló – Cserép Sándor (újra közlés, új fényképekkel kiegészítve) In. Déri Múzeum, Cívisek világa[27]
- Egy elfeledett építészmérnök – Csanak József. In. Debreceni Szemle 2024/1 108-132. pp.[28]
- Egy elfeledett debreceni építőmester – Stegmüller Árpád In. Debreceni Szemle 2024/2 188-224. pp.[29]
- Egy feledésbe merült debreceni építészmérnök – vári Szabó Tibor. In. Debreceni Szemle 2024/4 489-517. pp.[30]
- Egy alig ismert építőmester – Horváth János. In. Debreceni Szemle 2025/2 210-224. p.[31]
- A "Parasztbolt" titkai: a Dósa nádor tér 7. egyemeletes épületének története. In. Déri Múzeum, Cívisek világa[32]